# 캐나디안 핫 100

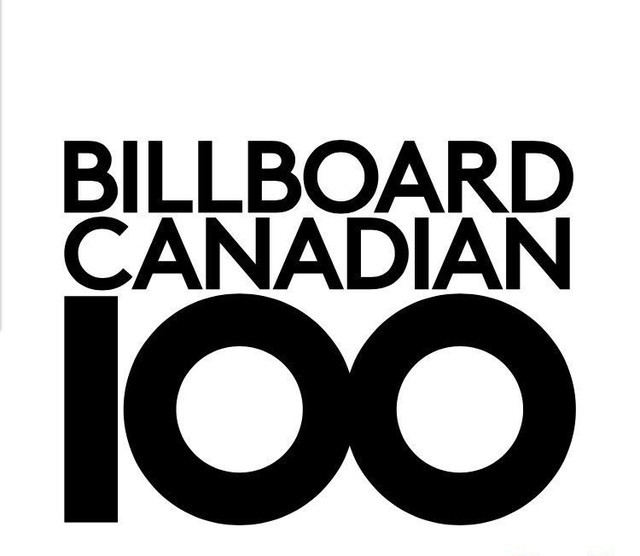

캐나디안 핫 100(Canadian Hot 100)은 캐나다에서 《빌보드》가 발행하는 주간 인기 싱글 차트이다. 차트는 《빌보드》를 통해 2007년 6월 16일 처음 만들어졌으며 2007년 6월 7일 온라인 서비스를 통해 처음 선보였다. 이 차트의 출시는 《빌보드 차트》가 미국 이외의 국가에서 핫 100차트를 처음 만든것으로 더욱 의미가 있었다. 캐나디안 핫 100 차트에서 처음 1위를 한 곡으로는 리한나와 제이-지가 부른 〈Umbrella〉였다.
2015년 4월 20일자로 현재 1위는 위즈 칼리파의 〈See You Again〉이다.
캐나디안 핫 100 차트의 선정 기준은 미국의 《빌보드》 핫 100과 선정 기준이 비슷한데, 닐슨 사운드스캔에서 집계된 싱글 판매량과 디지털 다운로드 판매량을 합쳐 결산하며 닐슨 BDS에서 집계된 라디오 청취자 수도 반영된다. 캐나다의 에어플레이 차트는 100개 이상의 방송국에서 록, 컨트리, 어덜트 컨템포러리와 약 40개의 장르를 조사해 발표한다.
《빌보드》 차트의 매니저 제프 메이필드는 캐나다에서 가장 인기있는 차트가 될것이라고 말하기도 했다.

## 노래 성과

### 1위 데뷔
- 에미넴, 닥터 드레& 50 센트의 〈Crack a Bottle〉 (2009년 2월 21일)
- 테일러 스위프트의 〈Today Was a Fairytale〉 (2010년 2월 20일)
- 영 아티스트 포 아이티의 〈Wavin' Flag〉 (2010년 3월 27일)
- 에미넴의 〈Not Afraid〉 (2010년 5월 22일)
- 케이티 페리의 〈California Gurls〉 피처링 스눕 독  (2010년 5월 29일)

### 1위 목록
| 6월 - 16일: 리한나 피처링 제이-지 — 〈Umbrella〉 - 23일: 리한나 피처링 제이-지 — 〈Umbrella〉 (2주) - 30일: 리한나 피처링 제이-지 — 〈Umbrella〉 (3주) 7월 - 7일: 리한나 피처링 제이-지 — 〈Umbrella〉 (4주) - 14일: 스테이시 퍼거슨 — 〈Big Girls Don't Cry〉 - 21일: 스테이시 퍼거슨 — 〈Big Girls Don't Cry〉 (2주) - 28일: 스테이시 퍼거슨 — 〈Big Girls Don't Cry〉 (3주) 8월 - 4일: 플레인 화이트 티즈 — 〈Hey There Delilah〉 - 11일: 션 킹스턴 — 〈Beautiful Girls〉 - 18일: 션 킹스턴 — 〈Beautiful Girls〉 (2주) - 25일: 플레인 화이트 티즈 — 〈Hey There Delilah〉 9월 - 1일: 플레인 화이트 티즈 — 〈Hey There Delilah〉 (2주) - 8일: 팀발랜드 피처링 케리 힐슨 — 〈The way I Are〉 - 15일: 팀발랜드 피처링 케리 힐슨 — 〈The way I Are〉 (2주) - 22일: 팀발랜드 피처링 케리 힐슨 — 〈The way I Are〉 (3주) - 29일: 카니예 웨스트 — 〈Stronger〉 | 10월 - 6일: 카니예 웨스트 — 〈Stronger〉 (2주) - 13일: 브리트니 스피어스 — 〈Gimme More〉 - 20일: 브리트니 스피어스 — 〈Gimme More〉 (2주) - 27일: 카니예 웨스트 — 〈Stronger〉 11월 - 3일: 팀발랜드 피처링 원 리퍼블릭 — 〈Apologize〉 - 10일: 팀발랜드 피처링 원 리퍼블릭 — 〈Apologize〉 (2주) - 17일: 팀발랜드 피처링 원 리퍼블릭 — 〈Apologize〉 (3주) - 24일: 팀발랜드 피처링 원 리퍼블릭 — 〈Apologize〉 (4주) 12월 - 1일: 팀발랜드 피처링 원 리퍼블릭 — 〈Apologize〉 (5주) - 8일: 팀발랜드 피처링 원 리퍼블릭 — 〈Apologize〉 (6주) - 15일: 팀발랜드 피처링 원 리퍼블릭 — 〈Apologize〉 (7주) - 22일: 팀발랜드 피처링 원 리퍼블릭 — 〈Apologize〉 (8주) - 29일: 팀발랜드 피처링 원 리퍼블릭 — 〈Apologize〉 (9주) |

| 1월 - 5일: 팀발랜드 피처링 원 리퍼블릭 — 〈Apologize〉 (10주) - 12일: 팀발랜드 피처링 원 리퍼블릭 — 〈Apologize〉 (11주) - 19일: 팀발랜드 피처링 원 리퍼블릭 — 〈Apologize〉 (12주) - 26일: 팀발랜드 피처링 원 리퍼블릭 — 〈Apologize〉 (13주) 2월 - 2일: 플로 라이다 피처링 티페인 — 〈Low〉 - 9일: 플로 라이다 피처링 티페인 — 〈Low〉 (2주) - 16일: 플로 라이다 피처링 티페인 — 〈Low〉 (3주) - 23일: 플로 라이다 피처링 티페인 — 〈Low〉 (4주) 3월 - 1일: 플로 라이다 피처링 티페인 — 〈Low〉 (5주) - 8일: 플로 라이다 피처링 티페인 — 〈Low〉 (6주) - 15일: 플로 라이다 피처링 티페인 — 〈Low〉 (7주) - 22일: 플로 라이다 피처링 티페인 — 〈Low〉 (8주) - 29일: 사라 바렐리스 — 〈Love Song〉 4월 - 5일: 리오나 루이스 — 〈Bleeding Love〉 - 12일: 마돈나 피처링 저스틴 팀버레이크 — 〈4 Minutes〉 - 19일: 마돈나 피처링 저스틴 팀버레이크 — 〈4 Minutes〉 (2주) - 26일: 마돈나 피처링 저스틴 팀버레이크 — 〈4 Minutes〉 (3주) 5월 - 3일: 마돈나 피처링 저스틴 팀버레이크 — 〈4 Minutes〉 (4주) - 10일: 마돈나 피처링 저스틴 팀버레이크 — 〈4 Minutes〉 (5주) - 17일: 마돈나 피처링 저스틴 팀버레이크 — 〈4 Minutes〉 (6주) - 24일: 리한나 — 〈Take a Bow〉 - 31일: 마돈나 피처링 저스틴 팀버레이크 — 〈4 Minutes〉 6월 - 7일: 마돈나 피처링 저스틴 팀버레이크 — 〈4 Minutes〉 (2주) - 14일: 마돈나 피처링 저스틴 팀버레이크 — 〈4 Minutes〉 (3주) - 21일: 케이티 페리 — 〈I Kissed a Girl〉 - 28일: 케이티 페리 — 〈I Kissed a Girl〉 (2주) | 7월 - 5일: 케이티 페리 — 〈I Kissed a Girl〉 (3주) - 12일: 케이티 페리 — 〈I Kissed a Girl〉 (4주) - 19일: 케이티 페리 — 〈I Kissed a Girl〉 (5주) - 26일: 케이티 페리 — 〈I Kissed a Girl〉 (6주) 8월 - 2일: 케이티 페리 — 〈I Kissed a Girl〉 (7주) - 9일: 케이티 페리 — 〈I Kissed a Girl〉 (8주) - 16일: 케이티 페리 — 〈I Kissed a Girl〉 (9주) - 23일: 레이디 가가 피처링 Colby O'Donis — 〈Just Dance〉 - 30일: 레이디 가가 피처링 Colby O'Donis — 〈Just Dance〉 (2주) 9월 - 6일: 레이디 가가 피처링 Colby O'Donis — 〈Just Dance〉 (3주) - 13일: 레이디 가가 피처링 Colby O'Donis — 〈Just Dance〉 (4주) - 20일: 레이디 가가 피처링 Colby O'Donis — 〈Just Dance〉 (5주) - 27일: 핑크 — 〈So what〉 10월 - 4일: 핑크 — 〈So what〉 (2주) - 11일: 핑크 — 〈So what〉 (3주) - 18일: 핑크 — 〈So what〉 (4주) - 25일: 브리트니 스피어스 — 〈Womanizer〉 11월 - 1일: 브리트니 스피어스 — 〈Womanizer〉 (2주) - 8일: 브리트니 스피어스 — 〈Womanizer〉 (3주) - 15일: 브리트니 스피어스 — 〈Womanizer〉 (4주) - 22일: 브리트니 스피어스 — 〈Womanizer〉 (5주) - 29일: 케이티 페리 — 〈Hot n Cold〉 12월 - 6일: 케이티 페리 — 〈Hot n Cold〉 (2주) - 13일: 레이디 가가 — 〈Poker Face〉 - 20일: 레이디 가가 — 〈Poker Face〉 (2주) - 27일: 레이디 가가 — 〈Poker Face〉 (3주) |

| 1월 - 3일: 레이디 가가 — 〈Poker Face〉 (4주) - 10일: 레이디 가가 — 〈Poker Face〉 (5주) - 17일: 레이디 가가 — 〈Poker Face〉 (6주) - 24일: 레이디 가가 — 〈Poker Face〉 (7주) - 31일: 레이디 가가 — 〈Poker Face〉 (8주) 2월 - 7일: 켈리 클락슨 — 〈My Life Would Suck without You〉 - 14일: 레이디 가가 — 〈Poker Face〉 - 21일: 에미넴 피처링 닥터 드레, 50 센트 — 〈Crack a Bottle〉 - 28일: 플로 라이다 — 피처링 케샤 〈Right Round〉 3월 - 7일: 플로 라이다 — 피처링 케샤 〈Right Round〉 (2주) - 14일: 플로 라이다 — 피처링 케샤 〈Right Round〉 (3주) - 21일: 플로 라이다 — 피처링 케샤 〈Right Round〉 (4주) - 28일: 플로 라이다 — 피처링 케샤 〈Right Round〉 (5주) 4월 - 4일: 플로 라이다 — 피처링 케샤 〈Right Round〉 (6주) - 11일: 플로 라이다 — 피처링 케샤 〈Right Round〉 (7주) - 18일: 블랙 아이드 피스 — 〈Boom Boom Pow〉 - 25일: 플로 라이다 — 피처링 케샤 〈Right Round〉 5월 - 2일: 플로 라이다 — 피처링 케샤 〈Right Round〉 (2주) - 9일: 블랙 아이드 피스 — 〈Boom Boom Pow〉 - 16일: 블랙 아이드 피스 — 〈Boom Boom Pow〉 (2주) - 23일: 블랙 아이드 피스 — 〈Boom Boom Pow〉 (3주) - 30일: 블랙 아이드 피스 — 〈Boom Boom Pow〉 (4주) 6월 - 6일: 블랙 아이드 피스 — 〈Boom Boom Pow〉 (5주) - 13일: 블랙 아이드 피스 — 〈Boom Boom Pow〉 (6주) - 20일: 블랙 아이드 피스 — 〈Boom Boom Pow〉 (7주) - 27일: 블랙 아이드 피스 — 〈Boom Boom Pow〉 (8주) | 7월 - 4일: 블랙 아이드 피스 — 〈I Gotta Feeling〉 - 11일: 블랙 아이드 피스 — 〈I Gotta Feeling〉 (2주) - 18일: 블랙 아이드 피스 — 〈I Gotta Feeling〉 (3주) - 25일: 블랙 아이드 피스 — 〈I Gotta Feeling〉 (4주) 8월 - 1일: 블랙 아이드 피스 — 〈I Gotta Feeling〉 (5주) - 8일: 블랙 아이드 피스 — 〈I Gotta Feeling〉 (6주) - 15일: 블랙 아이드 피스 — 〈I Gotta Feeling〉 (7주) - 22일: 블랙 아이드 피스 — 〈I Gotta Feeling〉 (8주) - 29일: 블랙 아이드 피스 — 〈I Gotta Feeling〉 (9주) 9월 - 5일: 블랙 아이드 피스 — 〈I Gotta Feeling〉 (10주) - 12일: 블랙 아이드 피스 — 〈I Gotta Feeling〉 (11주) - 19일: 블랙 아이드 피스 — 〈I Gotta Feeling〉 (12주) - 26일: 블랙 아이드 피스 — 〈I Gotta Feeling〉 (13주) 10월 - 3일: 블랙 아이드 피스 — 〈I Gotta Feeling〉 (14주) - 10일: 블랙 아이드 피스 — 〈I Gotta Feeling〉 (15주) - 17일: 블랙 아이드 피스 — 〈I Gotta Feeling〉 (16주) - 24일: 브리트니 스피어스 — 〈3〉 - 31일: 데이비드 게타 피처링 에이콘 - 〈Sexy Chick〉 11월 - 7일: 데이비드 게타 피처링 에이콘 - 〈Sexy Chick〉 (2주) - 14일: 레이디 가가 — 〈Bad Romance〉 - 21일: 케샤 — 〈Tik Tok〉 - 28일: 케샤 — 〈Tik Tok〉 (2주) 12월 - 5일: 레이디 가가 — 〈Bad Romance〉 - 12일: 레이디 가가 — 〈Bad Romance〉 (2주) - 19일: 레이디 가가 — 〈Bad Romance〉 (3주) - 26일: 레이디 가가 — 〈Bad Romance〉 (4주) |

| 1월 - 2일: 케샤 — 〈Tik Tok〉 - 9일: 케샤 — 〈Tik Tok〉 (2주) - 16일: 케샤 — 〈Tik Tok〉 (3주) - 23일: 케샤 — 〈Tik Tok〉 (4주) - 30일: 케샤 — 〈Tik Tok〉 (5주) 2월 - 6일: 케샤 — 〈Tik Tok〉 (6주) - 13일: 케샤 — 〈Tik Tok〉 (7주) - 20일: 테일러 스위프트 — 〈Today Was a Fairytale〉 - 27일: 니키 야노프스키 — 〈I Believe〉 3월 - 6일: 니키 야노프스키 — 〈I Believe〉 (2주) - 13일: 니키 야노프스키 — 〈I Believe〉 (3주) - 20일: 니키 야노프스키 — 〈I Believe〉 (4주) - 27일: Young Artists for Haiti — 〈Wavin' Flag〉 4월 - 3일: Young Artists for Haiti — 〈Wavin' Flag〉 (2주) - 10일: Young Artists for Haiti — 〈Wavin' Flag〉 (3주) - 17일: Young Artists for Haiti — 〈Wavin' Flag〉 (4주) - 24일: Young Artists for Haiti — 〈Wavin' Flag〉 (5주) 5월 - 1일: Young Artists for Haiti — 〈Wavin' Flag〉 (6주) - 8일: 타이오 크루즈 피처링 루다크리스 — 〈Break Your Heart〉 - 15일: 타이오 크루즈 피처링 루다크리스 — 〈Break Your Heart〉 (2주) - 22일: 에미넴 — 〈Not Afraid〉 - 29일: 케이티 페리 피처링 스눕 독 — 〈California Gurls〉 6월 - 5일: 케이티 페리 피처링 스눕 독 — 〈California Gurls〉 (2주) - 12일: 케이티 페리 피처링 스눕 독 — 〈California Gurls〉 (3주) - 19일: 케이티 페리 피처링 스눕 독 — 〈California Gurls〉 (4주) - 26일: 케이티 페리 피처링 스눕 독 — 〈California Gurls〉 (5주) | 7월 - 3일: 케이티 페리 피처링 스눕 독 — 〈California Gurls〉 (6주) - 10일: 케이티 페리 피처링 스눕 독 — 〈California Gurls〉 (7주) - 17일: 케이티 페리 피처링 스눕 독 — 〈California Gurls〉 (8주) - 24일: 케이티 페리 피처링 스눕 독 — 〈California Gurls〉 (9주) - 31일: 에미넴 피처링 리한나 — 〈Love the Way You Lie〉 8월 - 7일: 에미넴 피처링 리한나 — 〈Love the Way You Lie〉 (2주) - 14일: 에미넴 피처링 리한나 — 〈Love the Way You Lie〉 (3주) - 21일: 에미넴 피처링 리한나 — 〈Love the Way You Lie〉 (4주) - 28일: 에미넴 피처링 리한나 — 〈Love the Way You Lie〉 (5주) 9월 - 4일: 에미넴 피처링 리한나 — 〈Love the Way You Lie〉 (6주) - 11일: 에미넴 피처링 리한나 — 〈Love the Way You Lie〉 (7주) - 18일: 타이오 크루즈 — 〈Dynamite〉 - 25일: 엔리케 이글레시아스 — 〈I Like It〉 10월 - 2일: 리한나 — 〈Only Girl (In the world)〉 - 9일: 브루노 마스 — 〈Just the way You Are〉 - 16일: 브루노 마스 — 〈Just the way You Are〉 (2주) - 23일: 브루노 마스 — 〈Just the way You Are〉 (3주) - 30일: 브루노 마스 — 〈Just the way You Are〉 (4주) 11월 - 6일: 리한나 — 〈Only Girl (In the world)〉 - 13일: 리한나 — 〈Only Girl (In the world)〉 (2주) - 20일: 리한나 — 〈Only Girl (In the world)〉 (3주) - 27일: 블랙 아이드 피스 — 〈The Time (Dirty Bit)〉 12월 - 4일: 블랙 아이드 피스 — 〈The Time (Dirty Bit)〉 (2주) - 11일: 블랙 아이드 피스 — 〈The Time (Dirty Bit)〉 (3주) - 18일: 케이티 페리 — 〈Firework〉 - 25일: 블랙 아이드 피스 — 〈The Time (Dirty Bit)〉 |

| 1월 - 1일: 블랙 아이드 피스 — 〈The Time (Dirty Bit)〉 - 8일: 블랙 아이드 피스 — 〈The Time (Dirty Bit)〉 (2주) - 15일: 블랙 아이드 피스 — 〈The Time (Dirty Bit)〉 (3주) - 22일: 브루노 마스 — 〈Grenade〉 - 29일: 브리트니 스피어스 — 〈Hold It Against Me〉 2월 - 5일: 어셔 — 〈More〉 - 12일: 브루노 마스 — 〈Grenade〉 - 19일: 브루노 마스 — 〈Grenade〉 (2주) - 26일: 레이디 가가 — 〈Born This way〉 3월 - 5일: 레이디 가가 — 〈Born This way〉 (2주) - 12일: 레이디 가가 — 〈Born This way〉 (3주) - 19일: 레이디 가가 — 〈Born This way〉 (4주) - 26일: 레이디 가가 — 〈Born This way〉 (5주) 4월 - 2일: 레이디 가가 — 〈Born This way〉 (6주) - 9일: 레이디 가가 — 〈Born This way〉 (7주) - 16일: 제니퍼 로페즈 피처링 핏불 — 〈On the Floor〉 - 23일: 제니퍼 로페즈 피처링 핏불 — 〈On the Floor〉 (2주) - 30일: 리한나 피처링 브리트니 스피어스 — 〈S&M〉 5월 - 7일: 케이티 페리 피처링 카니예 웨스트 — 〈E.T.〉 - 14일: 제니퍼 로페즈 피처링 핏불 — 〈On the Floor〉 - 21일: 제니퍼 로페즈 피처링 핏불 — 〈On the Floor〉 (2주) - 28일: 아델 — 〈Rolling in the Deep〉 6월 - 4일: 아델 — 〈Rolling in the Deep〉 (2주) - 11일: 아델 — 〈Rolling in the Deep〉 (3주) - 18일: 핏불 피처링 니요, 아프로잭, 네이어 — 〈Give Me Everything〉 - 25일: 핏불 피처링 니요, 아프로잭, 네이어 — 〈Give Me Everything〉 (2주) | 7월 - 2일: 핏불 피처링 니요, 아프로잭, 네이어 — 〈Give Me Everything〉 (3주) - 9일: 핏불 피처링 니요, 아프로잭, 네이어 — 〈Give Me Everything〉 (4주) - 16일: LMFAO 피처링 로런 베넷, 군록 — 〈Party Rock Anthem〉 - 23일: LMFAO 피처링 로런 베넷, 군록 — 〈Party Rock Anthem〉 (2주) - 30일: LMFAO 피처링 로런 베넷, 군록 — 〈Party Rock Anthem〉 (3주) 8월 - 6일: 핏불 피처링 니요, 아프로잭, 네이어 — 〈Give Me Everything〉 - 13일: 케이티 페리 — 〈Last Friday Night (T.G.I.F.)〉 - 21일: 마룬 5 피처링 크리스티나 아길레라 — 〈Moves Like Jagger〉 - 28일: 마룬 5 피처링 크리스티나 아길레라 — 〈Moves Like Jagger〉 (2주) 9월 - 3일: 마룬 5 피처링 크리스티나 아길레라 — 〈Moves Like Jagger〉 (3주) - 10일: 마룬 5 피처링 크리스티나 아길레라 — 〈Moves Like Jagger〉 (4주) - 17일: 마룬 5 피처링 크리스티나 아길레라 — 〈Moves Like Jagger〉 (5주) - 24일: 마룬 5 피처링 크리스티나 아길레라 — 〈Moves Like Jagger〉 (6주) 10월 - 1일: 마룬 5 피처링 크리스티나 아길레라 — 〈Moves Like Jagger〉 (7주) - 8일: 마룬 5 피처링 크리스티나 아길레라 — 〈Moves Like Jagger〉 (8주) - 15일: 마룬 5 피처링 크리스티나 아길레라 — 〈Moves Like Jagger〉 (9주) - 22일: 마룬 5 피처링 크리스티나 아길레라 — 〈Moves Like Jagger〉 (10주) - 29일: LMFAO — 〈Sexy and I Know It〉 11월 - 5일: LMFAO — 〈Sexy and I Know It〉 (2주) - 12일: 리한나 피처링 캘빈 해리스 — 〈We Found Love〉 - 19일: 리한나 피처링 캘빈 해리스 — 〈We Found Love〉 (2주) - 26일: 리한나 피처링 캘빈 해리스 — 〈We Found Love〉 (3주) 12월 - 3일: 리한나 피처링 캘빈 해리스 — 〈We Found Love〉 (4주) - 10일: 리한나 피처링 캘빈 해리스 — 〈We Found Love〉 (5주) - 17일: 리한나 피처링 캘빈 해리스 — 〈We Found Love〉 (6주) - 24일: 리한나 피처링 캘빈 해리스 — 〈We Found Love〉 (7주) - 31일: 리한나 피처링 캘빈 해리스 — 〈We Found Love〉 (8주) |

## 기타 기록
- 다음 아티스트들은 3개의 곡을 1위에 진입 시킨 아티스트:

브리트니 스피어스(〈Gimme More〉, 〈Womanizer〉, 〈3〉)
케이티 페리(〈I Kissed a Girl〉, 〈Hot n Cold〉, 〈California Gurls〉)
레이디 가가(〈Just Dance〉, 〈Poker Face〉, 〈Bad Romance〉)
에미넴(〈Crack a Bottle〉, 〈Not Afraid〉, 〈Love the Way You Lie〉)
리한나(〈Umbrella〉, 〈Take a Bow〉, 〈Love the Way You Lie〉)

## 같이 보기
- 캐나다 음반 차트